# アメリカの贈りもの
『アメリカの贈りもの』（Le Nouveau monde）は、1995年のフランス映画。
1950年代、米軍が駐屯するフランスの地方の町を舞台に、アメリカに憧れる主人公の少年とそのガールフレンド、そしてアメリカから来た美しいチア・ガールとの三角関係をノスタルジックに描いた青春映画。主人公が憧れるアメリカ人少女にアリシア・シルバーストーンが扮している。
アリシア・シルバーストーン曰く、ノスタルジックを装いながらも実は監督の意図ではアメリカ批判を遠まわしにしているとのこと。

## ストーリー
第二次世界大戦後のマン・シュル＝ロワール。アメリカ文化がフランスにやって来てはまだ幼いパトリックとマリ・ジョゼはわくわくしながらその光景を眺めていた。やがて16歳になった彼らはアメリカ文化に傾倒していき、2人は幼なじみで付き合っていた。ある日パトリックは反米派との喧嘩に巻き込まれ怪我を負うが、それを助けたのが米軍将校と米兵のウィル（ガンドルフィーニ）だった。パトリックの手当てをしたのは将校の娘トルーティ（シルバーストーン）だった…。

## スタッフ
- 監督・脚本：アラン・コルノー
- 原作・脚本：パスカル・キニャール
- 製作：ジャン＝ルイ・リヴィ
- 撮影：ウィリアム・ルプシャンスキー

## キャスト
- ニコラ・シャテル：パトリック
- アリシア・シルヴァーストーン：トルーディー
- サラー・グラパン：マリ＝ジョゼ
- ジェームズ・ガンドルフィーニ：ウィル
- ギイ・マルシャン